# Veri az ördög a feleségét
A Veri az ördög a feleségét 1976-ban forgatott, 1977-ben bemutatott színes, magyar filmszatíra, András Ferenc rendezésében.

## Cselekmény
Augusztus 20. A vasutas Kajtár családnál nagy a sürgés-forgás. Pesti rokonuk jön nagyhatalmú funkcionárius főnökével, Vetró Gézával és családjával. A család reménykedik, hogy bávatag gyermekeik így remek álláshoz jutnak. Kajtárné a vendégek tiszteletére igazi lakomát készít, aminek még soha senki nem tudott ellenállni. Csak egy a bökkenő: Vetró Géza gyomorbajos, így kissé kelletlenül tekint az ünnepi ebédre.

## Szereplők
- Pásztor Erzsi (Kajtárné, Margit)
- Szabó Lajos (Kajtár István)
- Pécsi Ildikó (Kajtár Jolán)
- Sarlai Imre[1] (idős Kajtár István)
- Spányik Éva (Vetróné, Irén)
- Constantin Anatol (Vetró Géza)
- Fésüs Mária (Kajtár Marika)
- Bíró Zoltán (hangja: Gáti Oszkár) (Kajtár Pityu)
- Szakács Zsuzsa (Vetró Rita)
- Stettner Ottó (Dodó)
- Galán Géza (pap)
- Bata József (Mátrai bácsi)
- Kis András
- Blaski József
- Papp József
- Paál Péter

## Forgatási helyszínek
Kajtárék háza a révfülöpi Tabody villa volt. A templomi és falusi jeleneteket Vasváron vették fel, Kajtárék új háza Balatongyörökön volt, a temetői jeleneteket Sümegen vették fel. Az aranylakodalom jeleneteit egy szigligeti pincében vették fel.

## Érdekességek
- A forgatás elég mostoha körülmények között zajlott, mert kevés nyersanyagot kaptak, így minden celluloid-szalaggal spórolni kellett.
- A filmet majdnem betiltották, mert az akkori stúdióvezetők meg voltak ijedve, hogy a gyomorbajos miniszter rossz fényt vet a politikai vezetőkre. Aztán levetítették a pártüdülőben, ahol Kádár Jánosnak, és még néhány vezetőnek annyira tetszett, hogy ezután már semmi akadálya nem volt annak, hogy bemutassák.
- A „nagy zabálás” motívumába csomagolva ábrázolja a késő Kádár-kori „fejlett szocializmust".
- András Ferenc vasutas családból származik, és a vasutas történeteknél a saját nagyapjának az élményeit írta bele a forgatókönyvbe.[2]
- A film forgatása 1976. szeptember 9-én kezdődött, és 24 nap alatt egyhuzamban forgatták le.[3]

## Díjak
- András Ferenc Hyèresben Humor-díjat nyert az alkotásért.

## Televíziós megjelenés
M1, M2, Duna, Szegedi VTV, Miskolc TV, Debrecen TV, TV2 (1. logó), Filmmúzeum, M3, M5, Duna World, Magyar Mozi TV